# Équipe paralympique des réfugiés aux Jeux paralympiques d'été de 2024
Une équipe d'athlètes handisport ayant le statut de réfugiés (reconnus comme tels par le Haut Commissariat des Nations unies pour les réfugiés) participe aux Jeux paralympiques d'été de 2024 à Paris.
Les huit athlètes sont basés dans six pays et concourront dans six sports : para-athlétisme, para-dynamophilie, para-tennis de table, para-taekwondo, para-triathlon et escrime en fauteuil roulant.
La délégation remporte deux médailles de bronze, en taekwondo et en athlétisme.
Le chef de mission est Nyasha Mharakurwa, joueur de tennis en fauteuil roulant ayant représenté le Zimbabwe aux Jeux paralympiques de Londres en 2012.

## Athlètes et résultats
| Athlète                                               | Pays d'origine | CNP hôte        | Discipline      | Événement/catégorie | Résultat           |
| ----------------------------------------------------- | -------------- | --------------- | --------------- | ------------------- | ------------------ |
| Zakia Khudadadi                                       | Afghanistan    | France          | Taekwondo       | K44 -47 kg          | Médaille de bronze |
| Guillaume Junior Atangana guide : Donard Ndim Nyamjua | Cameroun       | Grande-Bretagne | Athlétisme      | 100m T11, 400m T11  | Médaille de bronze |
| Ibrahim Al Hussein                                    | Syrie          | Grèce           | Triathlon       |                     |                    |
| Salman Abbariki                                       | Iran           | Allemagne       | Athlétisme      | Lancer de poids F34 |                    |
| Hadi Darvis                                           | Iran           | Allemagne       | Haltérophilie   | -80kg               |                    |
| Sayed Amir Hossein Pour                               | Iran           | Hongrie         | Tennis de table |                     |                    |
| Amelio Castro Grueso                                  | Colombie       | Italie          | Escrime         | Épée individuelle B |                    |
| Hadi Hassanzada                                       | Afghanistan    | Autriche        | Taekwondo       | K44 -80 kg          |                    |